# Pat Riley
Patrick James Riley (nascut el 20 març de 1945) és un executiu de la NBA, antic entrenador i antic jugador de la lliga.
Ha estat president dels Miami Heat des de 1995, i també en fou l'entrenador des del 1995 fins al 2003, i de nou des del 2005 fins al 2008.
Considerat un dels millors entrenadors NBA de tots els temps, Riley ha guanyat cinc anells de campió com a entrenador: quatre amb els Los Angeles Lakers dels 80, a l'era del Showtime amb Magic Johnson, i posteriorment un cinquè amb els Heat al 2006.